# Coreura atavia
Coreura atavia är en fjärilsart som beskrevs av George Francis Hampson 1898. Coreura atavia ingår i släktet Coreura och familjen björnspinnare. Inga underarter finns listade i Catalogue of Life.